# Bahía Buen Suceso
Die Bahía Buen Suceso war ein 1950 gebautes Versorgungsschiff und Truppentransporter der argentinischen Marine. Während des Falklandkrieges 1982 nahm die britische Royal Navy das Schiff in Besitz und versenkte es nach dem Krieg als Zielschiff.

## Bau und technische Daten
Als letztes der drei Schiffe der Bahía-Aguirre-Klasse legte die kanadische Werft Halifax Shipbuilding in Halifax/Nova Scotia das Schiff auf Bestellung der argentinischen Marine unter der Baunummer 17 auf Kiel. Beim Stapellauf am 15. Juni 1950 erhielt es den Namen Bahía Buen Suceso nach der gleichnamigen Bucht Bahía Buen Suceso in Feuerland. Noch im Juni wurde das Schiff an die Marine abgeliefert.
Ihre Länge betrug 102,48 Meter, sie war 14,36 Meter breit und wies einen Tiefgang von 5,64 Metern auf. Ihre Tonnage betrug 3834 BRT bei einer Konstruktionsverdrängung von 3100 Tonnen und einer maximalen von 5200. Der Antrieb bestand aus zwei Fünfzylinder-Nordberg-Dieselmotoren, Modell TSM-215, die jeweils 3750 PS erzeugten und auf zwei Schrauben wirkten. Damit erreichte das Schiff eine Geschwindigkeit von 16,0 Knoten. Die Reichweite betrug 15.000 sm. Die Besatzung bestand nach unterschiedlichen Angaben aus 46 bzw. bis 71 Offizieren und Mannschaften. Zudem konnte das Schiff 100 Personen befördern. Das Schiff trug keine Bewaffnung.

## Geschichte
Nach der Ankunft in Buenos Aires am 8. Juli 1950 erhielt die Bahía Buen Suceso die Kennung B-6, wurde dem Marinetransportdienst zugewiesen und startete im August zur ersten Reise, die in den Süden des Landes führte. Über Routineaufgaben hinaus übernahm der Versorger immer wieder besondere Aufgaben: Zu den Olympischen Sommerspielen 1952 brachte sie argentinische Sportler nach Helsinki. Im Winter 1954/1955 gehörte sie zu einer Flotte von sieben Schiffen der Marine, die mit der Belgrano-I-Station die erste ganzjährig besetzte argentinische Polarstation und antarktische Forschungsstation auf dem Filchner-Ronne-Schelfeis am Weddell-Meer errichtete. Da die Marine des Landes für Seetransporte in der Arktis zuständig war, führte die Bahía Buen Suceso in den nächsten Jahrzehnten regelmäßig Versorgungsfahrten zur Station durch.
1958 überführte sie die Mannschaft für den Großbritannien abgekauften Flugzeugträger HMS Warrior der Colossus-Klasse nach England, der dort als Independencia übernommen wurde. Ebenfalls noch 1958 brachte der Versorger die ersten Jets der argentinischen Luftwaffe vom Typ Grumman Panther und Cougar aus den Vereinigten Staaten nach Puerto Belgrano. 1959 transportierte die Bahía Buen Suceso optische Geräte, Feuerleitgeräte und Waffen des ausgemusterten US-Kreuzers Savannah nach Argentinien, mit denen argentinische Schiffe modernisiert wurden.
1969 war sie eines der Schiffe, die Ausrüstung, Material und Personal für den Bau des Flughafens Port Stanley transportierte. Nach Beendigung der Entführung einer Douglas DC-4 der Aerolíneas Argentinas durch eine nationalistische Gruppe zu den Falklandinseln, die dort die argentinische Flagge hissten und für den argentinischen Anspruch auf die Inselgruppe demonstrierten, brachte die Bahía Buen Suceso Passagiere, Besatzung und Entführer zurück zum Festland nach Ushuaia. 1972 übernahm das Schiff den Linienverkehr auf der neuen Verbindung zwischen Argentinien und den Falklandinseln.
Im März 1982 vercharterte die argentinische Marine die Bahía Buen Suceso an einen Schrotthändler, der auf Südgeorgien das Altmetall der stillgelegten Walfangstation in Leith abbauen wollte. Die dort ohne Genehmigung gelandeten Arbeiter hissten die argentinische Flagge, was – verkürzt formuliert – zum Falklandkrieg eskalierte. Nach Ankunft eines weiteren Schiffes mit Soldaten am 21. März kehrte die Bahía Buen Suceso zum Festland zurück.
Nach der Rückkehr und dem Beginn des Falklandkrieges zog die Marine den Versorger sofort für Waffen- und Materialtransporte heran. Das Schiff transportierte Flugabwehrgeschütze, Munition, Lebensmittel und weitere Ausrüstung von Puerto Belgrano zu den Falklandinseln. Das in Puerto Argentino umbenannte Stanley erreichte es am 11. April und blieb dort zunächst bis Ende des Monats als Wohnschiff. Aufgrund der erwarteten britischen Angriffe verlegte es nach Fox Bay auf Westfalkland. Während eines Sturms strandete das Schiff und verblieb zunächst in dieser Position. Dort wurde es am 17. Mai von britischen Kampfflugzeugen des Typs Hawker Siddeley Harrier angegriffen und beschädigt. Am 10. Juni nahm die Royal Navy das Schiff in Besitz und schleppte es nach dem Krieg nach San Carlos. Da sie keine Verwendung für die Bahía Buen Suceso hatten, nutzen sie diese als Zielschiff, das schließlich durch einen Torpedo des U-Boots HMS Onyx versenkt wurde (51° 42′ S, 59° 29′ W).